# 宝岗大道
宝岗大道位于中国广东省广州市海珠区，是一条西北-东南走向的主干道，北起滨江路，南接江燕路的，分北、中、南三段。

## 在此路上的建筑
- 邓世昌纪念馆
- 海珠区图书馆
- 广百新一城
- 南武中学
- 江南外国语学校
- 南北广场
- 昌岗中路小学

## 与之交汇道路
- 滨江路
- 南华路
- 同福路
- 南田路
- 江南西路
- 宝业路
- 昌岗路
- 南泰路
- 江燕路

## 公共交通
- 广州地铁8号线寶崗大道站

均在鄰近寶崗大道位置設有出口。